# Drag king

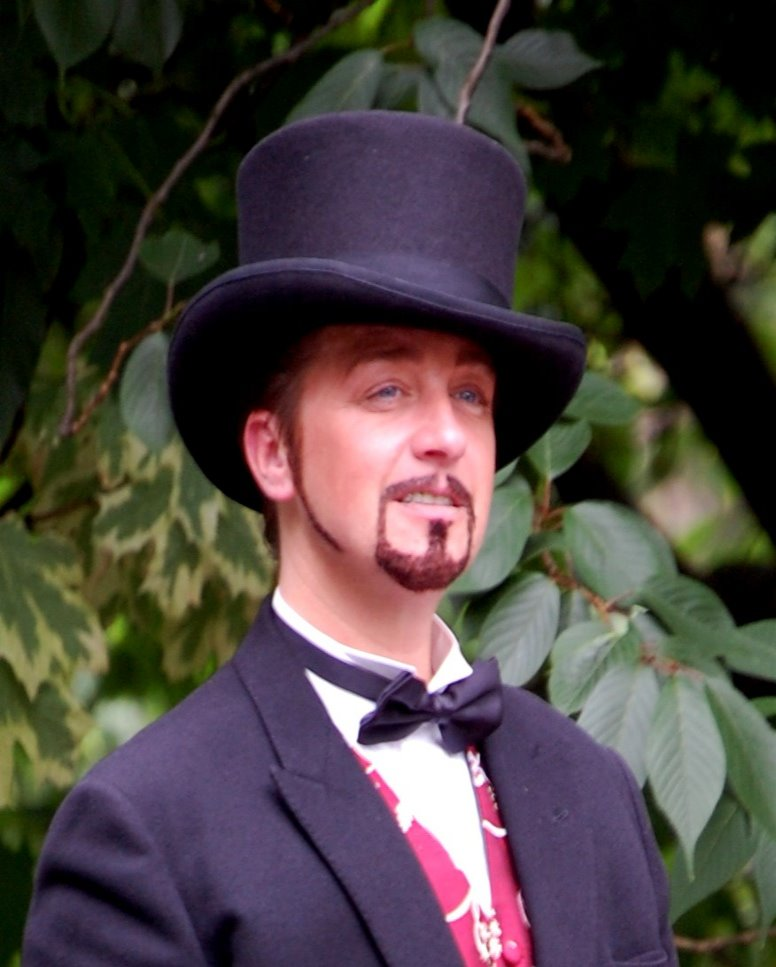
Um performista drag king. Gizell Timpani como Valentino King em Sackville Gardens, Manchester, Reino Unido.

Os drag kings são principalmente artistas performáticos do sexo/gênero feminino que se vestem de drag masculino e personificam os estereótipos de gênero masculinos como parte de uma rotina individual ou de grupo. Um típico show de drag pode incorporar dança, atuação, comédia stand-up e canto musical, ao vivo ou sincronizando os lábios com faixas pré-gravadas. Os drag kings costumam atuar como personagens masculinos exageradamente machos, retratando masculinidades marginalizadas, como trabalhadores da construção civil, rappers, ou personificando celebridades masculinas como Elvis Presley, Michael Jackson e Tim McGraw. Alguns drag kings também se performam como drag queer quando não estritamente masculinos.

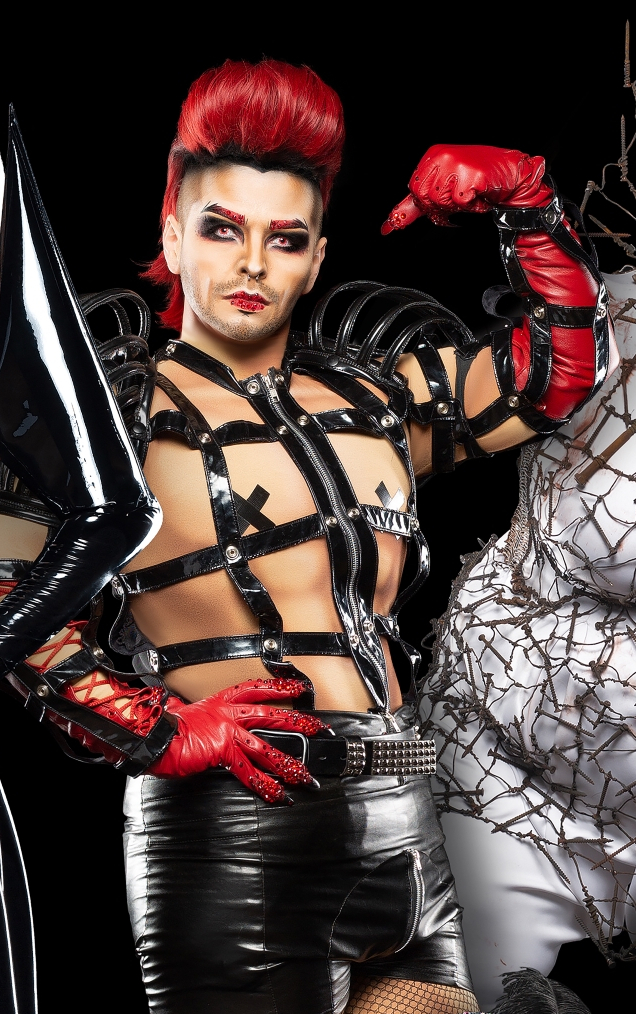
Landon Cider, drag king de horror criado por Kristine Bellaluna, uma mulher cis. Foi participante e vencedor da 3ª temporada de The Boulet Brothers' Dragula.